# Амария
Амария (настоящее имя — Мария Евгеньевна Богданова; род. 3 апреля 1973, Куйбышев) — российский автор и исполнитель, фронтмен одноимённой музыкальной группы Amaria, основанной в 2016 году.
Основателем и фронтменом группы является Мария Богданова, известная также под псевдонимом Амария Рай. Мария родилась 3 апреля 1973 года в Куйбышеве в семье военнослужащего. В детстве выступала в составе ВИА «Красная гвоздика» в городе Легница. Окончила школу в Москве с золотой медалью, затем юридический факультет МГУ. Занималась юридической практикой, получила премию Ernst & Young «Деловая женщина» в 2013 году. Член Союза писателей России, Союза профессиональных литераторов России. Автор книг «Первоцвет» (2010), «Примула» (2011), «Леди не шевелятся, или Не кажется ли вам, девочки, что нас обманули?» (2012), литературный редактор книги Л. Казарновской «Любовь меняет всё» (2016).
Музыкой Мария Богданова занималась с детства. В 2013 году вернулась к сочинению песен и вскоре основала собственную группу. 3 апреля 2016 года группа Amaria дала первый концерт в поддержку благотворительного фонда «Даунсайд Ап», попечителем которого она являлась. Осенью 2016 года композиция «Aboumba» попала в эфир российских радиостанций. Группа исполняла песни, сочинённые Богдановой, в стиле рок, фолк, джаз, ритм-энд-блюз, дэнс. Всего было написано более 80 песен на русском и английском языках.
В марте 2018 года выпущен альбом «Бессонница». Группа стала участником рок-фестиваля «Старый Новый Рок» в Екатеринбурге. В поддержку «Бессонницы» была организована серия концертов. В дальнейшем Amaria принимала участие в фестивалях SOЛOMA, «Иллюминатор», «Красная Площадь», выступала во время международных Ганзейских дней (Псков, 2019), была приглашена в качестве гостя радиостанций «Маяк», «Говорит Москва», «Эхо Москвы», «Радио 1» и других.
Первый клип на песню «My Escape» был выпущен в 2016 году и посвящён теме домашнего насилия. В 2018 году вышли клипы на песни «Любовь пришла» и «Где же он». В ноябре 2018 года в рамках мультимедийного концерта состоялась премьера видео на песню «Юдифь», снятого Евгением Тимошиным. 6 мая 2019 года вышел клип «Рубеж», посвящённый Великой Отечественной войне, снятый режиссёром Александром Чудопаловым.
В марте 2020 года вышел новый сингл «Доктор Беда». В конце 2020 года был выпущен очередной альбом «Воин света». Александр Беляев включил пластинку в список «Умных альбомов трудного 2020 года, которые мы пропустили», назвав творчество Амарии «хорошими мелодичными песнями со смыслом, наследующими модную традицию андеграундного русского рока, но — безусловно со своими „фишками“». 7 января 2021 году был выпущен клип на песню «Это и есть жизнь».